# Johnsons Point
Johnsons Point ist eine Siedlung in der Parish of Saint Mary an der Südwestküste der Insel Antigua, im Staat Antigua und Barbuda.

## Lage und Landschaft
Johnsons Point liegt im Südwesten der Parish of Saint Mary an der Küste bei Johnsons Point (Old Fort Point) und an der Picarts Bay.
Im Norden schließt sich Crab Hill an und im Osten Urlings, welche durch die Valley Road miteinander verbunden sind. Zur Volkszählung 2001 hatte der Ort 155 Einwohner.